# Port lotniczy Soummam-Abane Ramdane
Port lotniczy Soummam – Abane Ramdane (IATA: BJA, ICAO: DAAE) – port lotniczy położony w Bidżaja, w prowincji Bidżaja, w Algierii.

## Linie lotnicze i połączenia
| Linia Lotnicza      | Kierunek                                                               |
| ------------------- | ---------------------------------------------------------------------- |
| Air Algerie         | 1. Algier 2. Lyon 3. Marsylia 4. Paryż-Orly 5. Paryż-Charles de Gaulle |
| ASL Airlines France | 1. Lille 2. Paryż-Charles de Gaulle                                    |
| Tassili Airlines    | 1. Hasi Masud                                                          |
| Transavia.com       | 1. Lyon 2. Paryż-Orly                                                  |
| TUI fly Belgium     | 1. Bruksela 2. Lille                                                   |
| Volotea             | Sezonowo: 1. Marsylia                                                  |